# Cestraeus goldiei
Cestraeus goldiei е вид лъчеперка от семейство Mugilidae.

## Разпространение и местообитание
Видът е разпространен във Вануату, Източен Тимор, Индонезия (Сулавеси), Нова Каледония, Папуа Нова Гвинея, Соломонови острови и Филипини.
Обитава сладководни и полусолени басейни и потоци.

## Описание
На дължина достигат до 40 cm.